# Beatrice von Sachsen-Coburg und Gotha

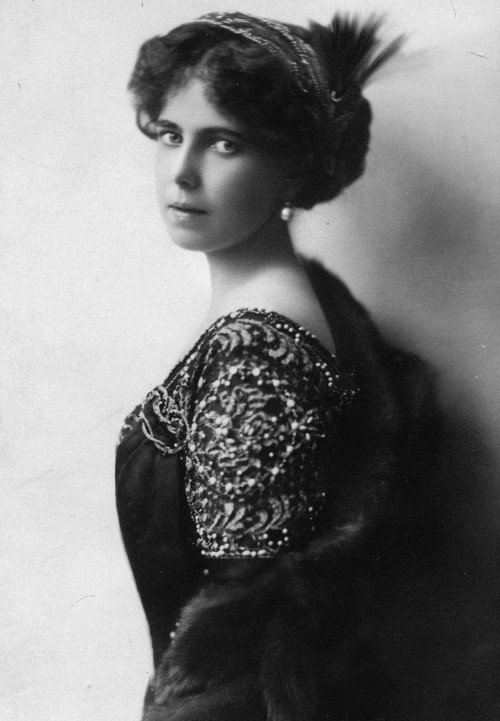
Prinzessin Beatrice von Sachsen-Coburg und Gotha um 1904

Prinzessin Beatrice Leopoldine Victoria von Sachsen-Coburg und Gotha, sowie Prinzessin von Großbritannien und Irland VA (* 20. April 1884 in Eastwell Park, Kent; † 13. Juli 1966 in Sanlúcar de Barrameda, Spanien) war ein Mitglied der britischen Königsfamilie und durch Heirat Prinzessin d’Orléans-Bourbon.

## Frühes Leben
Prinzessin Beatrice war die jüngste Tochter von Herzog Alfred von Sachsen-Coburg und Gotha, dem zweitältesten Sohn Königin Victorias, und seiner Ehefrau Großfürstin Maria Alexandrowna Romanowa, Tochter von Zar Alexander II. von Russland. Ihr Onkel war der britische König Eduard VII., ihre Tante war Victoria, durch Heirat Königin von Preußen und deutsche Kaiserin, und ihre Cousins waren Zar Nikolaus II., Georg V. von Großbritannien und Irland sowie Wilhelm II., deutscher Kaiser und König von Preußen. Somit war sie sowohl Mitglied des britischen Königshauses, als auch des deutschen Fürstenhauses Sachsen-Coburg und Gotha, und heiratete schließlich in das spanische Königshaus ein. Sie wurde am 17. Mai 1884 vom Pfarrer William Lloyd  auf den Namen Beatrice Leopoldine Victoria getauft. Ihren Vornamen erhielt sie zu Ehren ihrer Tante Beatrice, die einer ihrer Taufpaten war. Leopoldine nach ihrem Onkel Leopold, der rund einen Monat vor ihrer Geburt bei einem Reitunfall starb und Victoria nach ihrer Großmutter väterlicherseits.
Beatrice verbrachte einen Großteil ihrer Jugend auf Malta, wo ihr Vater als Marineoffizier stationiert war. Innerhalb der Familie wurde sie „Baby Bee“ genannt. Nach dem Tod ihres kinderlosen Großonkels, Herzog Ernst II. von Sachsen-Coburg und Gotha am 22. August 1893, fiel der Titel an Beatrices Vater. Daraufhin zog die Familie in ihr neues Heim nach Coburg.

## Erwachsenenalter und Heirat

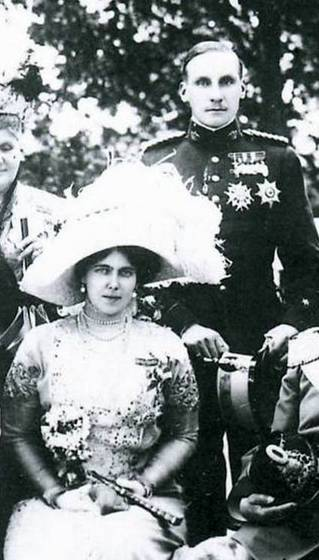
Prinzessin Beatrice mit ihrem späteren Ehemann Alfonso d’Orleans-Bourbon, 1906

Im Jahre 1902 hatte Beatrice eine Beziehung mit dem Großfürsten Michail Alexandrowitsch Romanow, jüngerer Bruder des russischen Zaren Nikolaus II. und zu dem Zeitpunkt an erster Stelle der russischen Thronfolge. Eine Ehe kam jedoch nicht zustande, da die orthodoxe Kirche eine Ehe zwischen Cousins ersten Grades verbot. Später hieß es, Beatrice werde König Alfons XIII. von Spanien heiraten. Als dieser jedoch 1906 ihre Cousine Prinzessin Victoria Eugénie von Battenberg heiratete, stellte sich dieses als Gerücht heraus. Auf der Hochzeit sollte Beatrice jedoch ihren zukünftigen Mann, Prinz Alfonso d’Orléans-Bourbon, einen Cousin König Alfonsos, kennenlernen. Den ersten Heiratsantrag lehnte sie ab, da sie nicht zum katholischen Glauben übertreten wollte. Die spanische Königsfamilie sagte die Beibehaltung des protestantischen Glaubens zu, aber das spanische Parlament verweigerte die Zustimmung zur Eheschließung. Die Hochzeit fand trotzdem am 15. Juli 1909 standesamtlich im Schloss Rosenau bei Coburg statt. Am selben Tag heiratete das Paar, nach Zustimmung des Bamberger Erzbischofs Friedrich Philipp von Abert, nach katholischem Ritus in St. Augustin und am folgenden Tag nach protestantischem Ritus im Palais Edinburgh. Bis das Paar 1912 nach Spanien zurückkehren durfte, lebten Alfonso und Beatrice in Coburg.

## Leben im Exil
Die Ehe König Alfons XIII. war sehr unglücklich, er hatte daraufhin Affären mit anderen Frauen und auch mehrere außereheliche Kinder. So kam es dazu, dass auch Beatrice vorgeworfen wurde, eine Affäre mit dem König zu haben. Obwohl dies nie nachgewiesen wurde, bestand die Mutter des Königs, Maria Christina, darauf Beatrice erneut ins Exil zu schicken. Daraufhin lebte die Familie in England. Das spanische Königshaus lenkte schließlich ein und ihnen wurde gestattet nach Spanien zurückzukehren, wo sie sich in Sanlúcar de Barrameda niederließen.

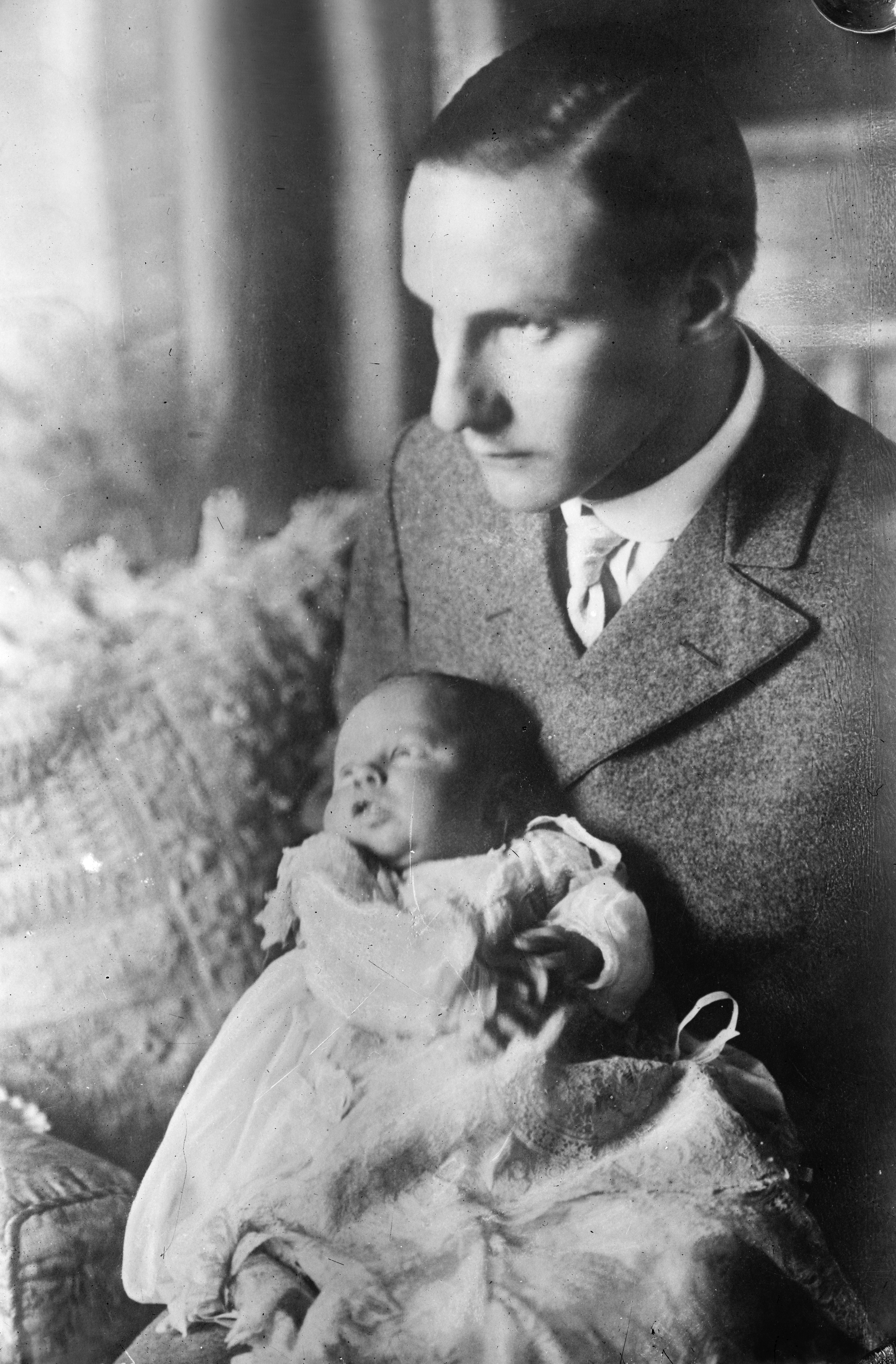
Prinz Alfonso d’Orléans-Bourbon hält seinen Sohn Alvaro, um 1910

Die Reaktion der spanischen Bevölkerung auf die durch den König Alfons XIII. geleistete aktive Unterstützung der Militärdiktatur Primo de Riveras führte 1931 zum Zusammenbruch der spanischen Monarchie und zum Verlust eines großen Teils der Besitztümer des spanischen Königshauses. Die Familie zog erneut nach England und kehrte 1936 zu Beginn des Spanischen Bürgerkriegs zurück. Ihr Sohn Alonso fiel im Bürgerkrieg.
Beatrice verstarb am 13. Juli 1966 in Sanlúcar de Barrameda.

## Nachkommen
1. Alvaro Antonio Fernando Carlos Felipe (* 20. April 1910 in Coburg; † 22. August 1997 in Monte Carlo)
2. Alonso María Cristino Justo (* 28. Mai 1912 in Madrid; † 18. November 1936), getötet im Spanischen Bürgerkrieg
3. Ataúlfo Alejandro Isabelo Carlos (* 20. Oktober 1913 in Madrid; † 4. Oktober 1974 in Malaga)